# Gulumugun
Gulumugun ist ein osttimoresischer Ort im Suco Opa (Verwaltungsamt Lolotoe, Gemeinde Bobonaro).
Die kleine Gruppe Häuser liegt im Südosten der Aldeia Tepa, auf einer Meereshöhe von 1028 m. Eine Straße, die die Aldeia in West-Ost-Richtung durchquert, führt durch Gulumugun. Südwestlich befindet sich die kleine Siedlung Tesigele. Südlich erheben sich die Berge Tefawa (1275 m) und Lolo Penel (1261 m).